# 宋泽夫
宋泽夫（1872年—1942年），原名殿康，后改名润，字泽夫，男，江苏盐城人，中国社会活动家。被陈毅称为“苏北的鲁迅”。